# Erich von Manstein
Erich von Manstein (rodným jménem Fritz Erich von Lewinski; 24. listopadu 1887, Berlín – 10. června 1973, Icking) byl německý polní maršál, považovaný za jednoho z nejlepších stratégů druhé světové války.

## Dětství
Narodil se jako desáté dítě von Lewinských, staré pruské vojenské rodiny. Při křtu byl adoptován von Mansteiny. Lewinská a Mansteinová byly sestry. Protože manželství von Mansteinové bylo bezdětné, rozhodly se obě rodiny, že desáté dítě Lewinských (bude-li to chlapec) ponese jméno von Manstein, což bylo umožněno císařským dekretem. Mansteinova výchova byla naprosto vojenská, což ho částečně připravilo pro budoucí kariéru.

## Vojenská kariéra
V roce 1900 začal studovat na císařské kadetní škole v Berlíně-Lichterfelde. Tam mu byly vštěpovány základní vědomosti, znalosti a způsoby chování pruského důstojníka, poslušnost. Po jejím dokončení v roce 1906 vstoupil jako praporčík ke 3. pěšímu gardovému pluku, kde v té době sloužili i Paul von Hindenburg a Kurt von Schleicher. Také započal studium na válečné akademii v Berlíně, které však musel přerušit kvůli vypuknutí první světové války a již se k němu nikdy nevrátil.

## První světová válka
Ačkoli neměl řádně ukončené vzdělání generálního štábu, již jako pobočník prokázal, jak velké měl vojenské nadání. Zúčastnil se dobytí pevnosti Namur, bitev u Mazurských jezer, na Sommě, u Soissons a Remeše. V Polsku byl těžce raněn, při boji zblízka ho zasáhly dvě kulky do ramena a do sedacího nervu. Po uzdravení nastoupil ke generálnímu štábu. V červenci 1918 se na západě zúčastnil jarní ofenzívy. Kapitulace, pád císařství a následné vyhlášení republiky pro něj byly obrovským šokem. Od této doby se stal apolitickým vojákem a o politiku se nezajímal.

## Mezi válkami
V lednu 1920 se seznámil s Jutty von Loeschovou (1900–1966), kterou o tři dny později požádal o ruku. Z manželství vzešla dcera a dva synové. Starší syn Gero (1922–1942) padl v roce 1942 v řadách wehrmachtu na východní frontě. Dcera Gisela (1921–2013) byla manželkou majora Edel-Heinricha Zachariae-Lingenthala (1918–1998).
V armádě zůstal i po první světové válce. Roku 1921 byl ustanoven do funkce velitele roty. Roku 1927 byl povýšen na majora a začal působit v generálním štábu za účelem cest po cizích zemích a získání znalostí se o jejich armádách. Již v této době dosahoval Manstein velmi dobrých výsledků, čímž si získal nejen příznivce i nepřátele. Jedním z nich byl Wilhelm Keitel. Od října 1932 do ledna 1934 velel podplukovník Manstein praporu v Kolbergu.
V roce 1936 byl povýšen na generálmajora a působil na vysokých postech v německé armádě. Vše napovídalo tomu, že brzy převezme funkci náčelníka generálního štábu. Ale nestalo se tak a Manstein byl roku 1938 přeložen do Slezska. Tam velel 18. pěší divizi. Byl ještě povolán, aby vypracoval plány na vstup Wehrmachtu do Rakouska, ale tím jeho působení ve vrchním velení armády skončilo.

## Druhá světová válka

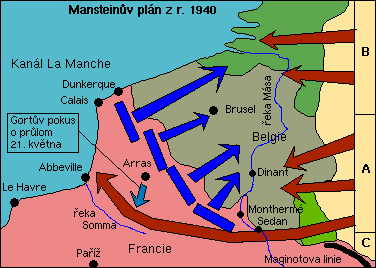
Mansteinův Fall Gelb

Stal se hlavním architektem německého útoku na Francii v roce 1940 (tzv. Fall Gelb), během invaze do SSSR dobyl v roce 1942 „pevnost“ Sevastopol a posléze vedl obléhání Leningradu. Po obklíčení 6. armády generála Pauluse v Bitvě u Stalingradu byl v závěru roku 1942 jmenován velitelem Skupiny armád Don, posléze přejmenovanou na Skupiny armád Jih.
Jeho prvním úkolem bylo zastavení ofenzivy Rudé armády a vyproštění 6. armády, obklíčené v prostoru Stalingradu. Toho však oslabená jižní část německé fronty nebyla schopná a tak byla v závěru ledna 1943 Paulusova 6. armáda zcela zničena a jednotky, které kapitulovaly, padly do ruského zajetí.
Podařilo se mu stabilizovat jižní část fronty a zabránit obklíčení jednoho milionu německých vojáků v prostoru Kavkazu a Kubáně. V průběhu zimy a jara 1943 řídil ústup německých jednotek před pokračující ruskou ofenzivou, přičemž vyklidil i důležité ukrajinské město Charkov. Vzápětí však dokázal využít chyby ruského velení a příliš roztaženého nepřítele porazil ve třetí bitvě o Charkov. Následná krátká protiofenziva vrátila německá vojska do výchozích pozic z jara 1942 – tedy na úroveň měst Orel, Bělgorod, Izjum a řeky Mius.
V létě 1943 vedl skupinu armád Jih v Bitvě v Kurském oblouku, avšak slibně se rozvíjející útok musel zastavit, z důvodu odvelení části německých sil do Itálie (kde se právě vylodili spojenci na Sicílii) a následkem sovětského útoku na řece Mius, nezbyly pro pokračování útoku síly.
Po této bitvě gradovaly jeho spory s Hitlerem a jeho příkazům držet pozice za každou cenu. On sám stále častěji ostře kritizoval jeho zásahy do vedení válečných operací a obhajoval koncepci efektivní (elastické) mobilní obrany, která zabrání ztrátám jednotek v důsledku obklíčení a dokáže využít chyby nepřítele ve svůj prospěch.
Po dalším ústupu jeho Skupiny armád Jih od Dněpru přes západní Ukrajinu byl 30. března 1944 spolu s Ewaldem von Kleistem (velitelem Skupiny armád A) odvolán a poslán do předčasného důchodu.

## Poválečné období
Po válce byl souzen pro válečné zločiny, v roce 1949 byl odsouzen na 18 let, ale již po čtyřech letech byl ze zdravotních důvodů propuštěn. Po 2. světové válce též sepsal své paměti – Ztracená vítězství. Zemřel 10. června 1973 v bavorském Ickingu na mozkovou mrtvici.

## Povýšení a vyznamenání

### Data povýšení
- Fähnrich – 6. března 1906
- Leutnant – 27. leden 1907
- Oberleutnant – 19. červen 1914
- Hauptmann – 24. červenec 1915
- Major – únor 1928
- Oberstleutnant – 1. duben 1931
- Oberst – 1. prosinec 1933
- Generalmajor – 1. říjen 1936
- Generalleutnant – 1. duben 1938
- General der Infanterie – 1. červen 1940
- Generaloberst – 7. březen 1942
- Generalfeldmarschall – 1. červenec 1942

### Vyznamenání
- Rytířský kříž železného kříže – 19. července 1940
  -  Dubové ratolesti k rytířskému kříži (209. držitel) – 14. březen 1943
  -  Meče k rytířskému kříži (59. držitel) – 30. března 1944
- Domácí řád Hohenzollernů s meči – duben 1918
- Železný kříž
  -  II. třída – 5. říjen 1914
  -  I. třída – 13. listopad 1915
- Spona k železnému kříži
  -  II. třída – 16. září 1939
  -  I. třída – 21. září 1939
- Odznak za zranění (černý) – 1918
- Fridrichův řád I. třídy s meči – Württembersko (První světová válka)
- Hanzovní kříž – Hamburk (První světová válka)
- Kříž za věrnou službu – Schaumburg-Lippe (První světová válka)
- Řád Michala Vítěze, III. třída (Rumunsko)
  -  II. třída
  -  I. třída
- Krymský štít ve zlatě – 1943
- Kříž cti
- Služební vyznamenání Wehrmachtu od IV. až do I. třídy
- Zmíněn ve Wehrmachtbericht: 11. říjen 1941, 12. říjen 1941, 31. říjen 1941, 19. květen 1942, 20. květen 1942, 2. červenec 1942, 20. březen 1943, 4. srpen 1943

## Citát
| „ | Válka je prohraná jen tehdy, když ji vzdáme! | “ |

## Řekli o něm
| „                        | Je to ten nejlepší taktik a velitel jakého máme. | “ |
| — Wolfram von Richthofen |                                                  |   |